# Miroslav Forte
Miroslav Forte, slovenski telovadec, * 24. oktober 1911, Trbovlje, † ?.
Forte je za Kraljevino Jugoslavijo nastopil na Poletnih olimpijskih igrah 1936 v Berlinu.
Rezultati po orodju:
| disciplina                 | mesto |
| -------------------------- | ----- |
| Skupno - posamično         | 46.   |
| Skupno - ekipa             | 6.    |
| Parter - posamično         | 64.   |
| Skok čez konja - posamično | 16.   |
| Bradlja - posamično        | 51.   |
| Drog - posamično           | 74.   |
| Krogi - posamično          | 41.   |
| Konj z ročaji - posamično  | 46.   |